# Fredrik Larsson
Fredrik Larsson (ur. 14 sierpnia 1974 roku) – basista szwedzkiego zespołu power/heavymetalowego Hammerfall. Grał w nim w latach 1994-1997. Odszedł niedługo po nagraniu przez grupę debiutanckiego albumu Glory to the Brave. Wrócił do zespołu w 2007 roku, po odejściu Magnusa Roséna.
Fredrik Larsson grał także w zespołach None, DeathDestruction, Evergrey, jednak nie nagrał żadnych albumów z tymi grupami. Występował też w Crystal Age i zagrał na solowym albumie Joacima Cansa.

## Dyskografia
Hammerfall
- 1997 Glory to the Brave

Crystal Age
- 1995 Far Beyond Divine Horizons

Joacimem Cansem
- 2004 Beyond the Gates